# Frigate Bay (St. Kitts)

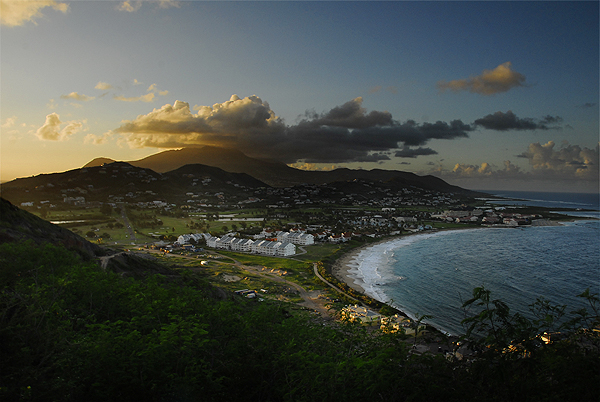
Blick von oben auf Frigate Bay (2009)

Frigate Bay ist der Name von zwei Buchten der Insel St. Kitts im karibischen Inselstaat St. Kitts und Nevis. Sie liegen nahe beieinander, gehen aber einerseits nach Norden auf den Atlantik und andererseits nach Süden auf das Karibische Meer aus.

## Geographie
Die beiden Buchten sind getrennt durch den Isthmus, der die Southeast Peninsula vom größeren, nördlichen Teil der Insel trennt. Das Anschlussstück bei Basseterre ist eine Niederung zwischen dem Sir Timothy’s Hill im Süden und den Morne Hills im Norden. Der Übergang ist geprägt von sumpfigem Gelände und mehreren Salt Ponds (Salzseen). Die Bucht der Nordküste ist stark bebaut; dort befinden sich mehrere Hotels, die nach der Bucht benannt sind.
Die südliche Bucht wird durch eine Nehrung gebildet, die einen der Salt Ponds vom Meer abschneidet. Entsprechend schmal ist die Sandbank, die den beliebten Strand bildet.